# Pólipo vesicular

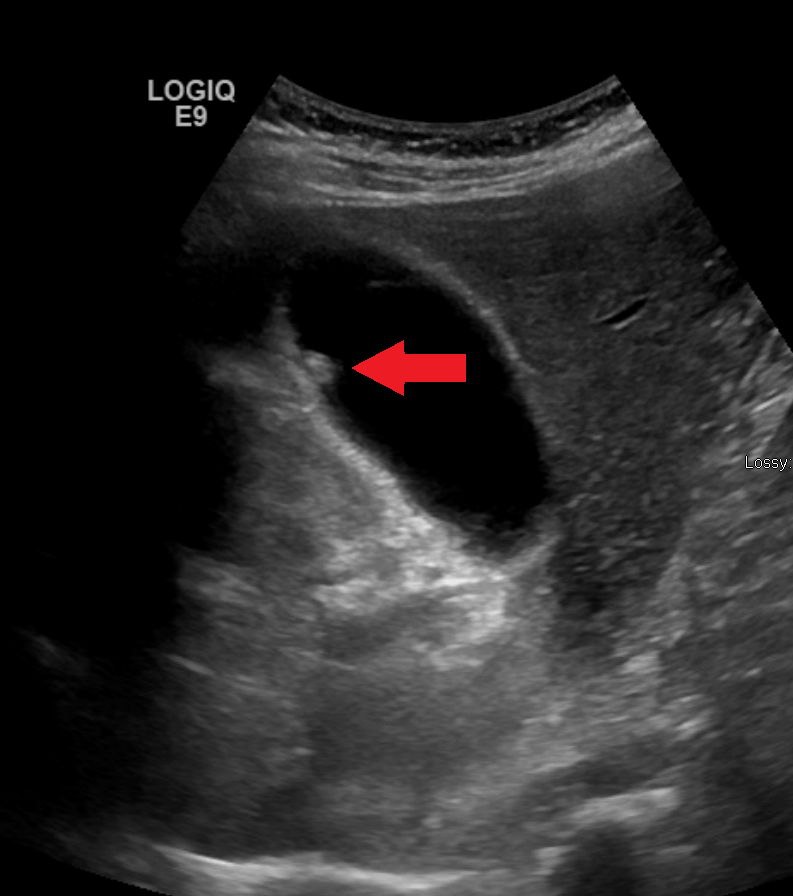
Un pólipo en la vesícula biliar

Los pólipos vesiculares son proyecciones de la mucosa hacia el lumen de la vesícula biliar y representan un amplio espectro de hallazgos (neoplásicos: adenomas, adenocarcinomas y no neoplásicos: debidos al colesterol, inflamatorios, hiperplasia inflamatoria.
Los pólipos de la vesícula biliar, en la mayoría de los casos, son detectados de forma incidental por estudios de gabinete de rutina realizados por otra causa en pacientes asintomáticos (hasta el 7% de los pacientes a los que se le realiza un estudio de ultrasonografía). 
La prevalencia de estas lesiones varían del 0.004% al 13.8% en ambos géneros y son menos comunes que los cálculos3. Los criterios de malignidad de se realizan por métodos radiológicos; características demográficas y sintomatología del paciente, debido a la dificultad para obtener una muestra histológica de la lesión.

## Fisiopatología
Los pólipos vesiculares están asociados a procesos de adenomiomatosis y colesterolosis. La adenomiomatosis es una lesión hiperplásica adquirida, generalmente benigna, caracterizada por una excesiva proliferación de la superficie epitelial con invaginaciones hacia la capa muscular o más profunda.
La colesterolosis es una anormalidad adquirida del epitelio de la vesícula biliar caracterizada por una excesiva acumulación de ésteres de colesterol y triglicéridos en macrófagos epiteliales. La colesterolosis puede manifestarse de varias formas:
- Colesterolosis difusa, distribuida a lo largo de todo el epitelio vesicular, en un 80%.
- Pólipos de colesterol en un 10%.
- Combinación de colesterolosis difusa y pólipos de colesterol en un 10%.
- Colesterolosis focal.

Estos dos procesos explican la formación del 85% de los pólipos vesiculares. El otro 15% se divide en pólipos inflamatorios (10%), que consisten en acumulaciones de tejido fibroso y de granulación con linfocitos y células plasmáticas; y los pólipos adenomatosos (4%) los cuales presentan potencial maligno.(1)

## Clasificación
En 1970 fue propuesta por Christensen e Ishak una clasificación de los tumores benignos y pseudotumores de la vesícula biliar. Los tumores benignos son: los adenomas, lipomas, hemangiomas, y leiomiomas. Los pseudotumores benignos incluyen: los adenomiomas, pólipos de colesterol e inflamatorios, y la mucosa heterotópica del estómago, páncreas o hígado. La clasificación aceptada actualmente divide a los pólipos en: neoplásicos (adenomas, carcinoma in situ) y no neoplásicos, estos últimos comprenden el 95% de las lesiones5.
El más común de los pólipos no neoplásicos son los pólipos de colesterol. Estos se producen cuando la lámina propia está infiltrada por macrófagos espumosos cargados de lípidos. Los pólipos de colesterol representan alrededor del 60% de todos los pólipos de vesícula biliar y por lo general son menores de 10 mm. A menudo, los pólipos de colesterol son múltiples. La Adenomiomatosis de la vesícula biliar es una hiperplasia causada por la proliferación excesiva de epitelio superficial, que puede invaginar en la capa muscular, es una lesión benigna y representa aproximadamente el 25% de los pólipos de vesícula biliar y por lo general se localiza en el fundus, como un pólipo solitario 10 a 20 mm. La Adenomiomatosis no se considera neoplásica.  Los pólipos inflamatorios representan aproximadamente el 10% de pólipos de la vesícula biliar y son el resultado del tejido de granulación y fibroso secundarios a la inflamación crónica, típicamente < de 10 mm y no son neoplásicos. Los Adenomas representan alrededor del 4% de los PVB y se consideran neoplásicos, de tamaño variable desde 5 a 20 mm, generalmente solitarios, y a menudo asociados a cálculos5.

## Presentación clínica
Los PVB en general no producen síntomas. En algunos casos puede manifestarse un cólico biliar atípico (especialmente con pólipos de colesterol), ictericia, náuseas y dispepsia. Con cierta frecuencia los pólipos vesiculares coexisten con colelitiasis; por lo cual es difícil afirmar si las manifestaciones clínicas se deben a una u otra patología.
Los pólipos de colesterol pueden desprenderse y comportarse como un cálculo y producir obstrucción, y ser causa de cólicos biliares, pancreatitis, colecistitis aguda, e incluso, hemobilia masiva (5).

## Factores de riesgo
Los síndromes de poliposis congénitas, como Peutz-Jeghers y Gardner pueden desarrollar PVB , así también como la hepatitis B crónica (5). Existe una relación inversa entre colelitiasis y la formación de PVB; presuntamente debido al efecto mecánico que ejercen los litos sobre el epitelio de la vesícula biliar1. 
Los siguientes factores aumentan el potencial maligno de los PVB:
- Edad mayor a 50 años.
- Colelitiasis.
- Colangitis esclerosante Primaria (CEP)
- Sintomatología presente.

### Características del pólipo
- Tamaño 2mm x3
- Sésil.
- Solitario.
- Engrosamiento de la pared de la vesícula biliar.
- Intervalo de crecimiento.
- Cociente largo/ancho ˂ 0.8.

El manejo quirúrgico o conservador depende de las características del pólipo por imágenes. El intervalo de crecimiento parece no ser un predictor significativo de malignidad. En pólipos menores de 1cm, no se recomienda colecistectomía por el simple hecho de que estos crezcan. Se han encontrado adenocarcinomas en aproximadamente un 60% de las lesiones polipoides de pacientes con CEP, incluso en pólipos menores a 1cm1.

## Diagnóstico
La mayoría de los PVB se diagnostican durante una ecografía abdominal. Si bien la ecografía abdominal es considerada el primer estudio para el diagnóstico, no es definitiva en relación con la presencia de un pólipo o su potencial maligno (5).
Es difícil obtener una muestra histológica del pólipo. El uso de US abdominal, ultrasonido endoscópico (EUS), Tomografía axial computarizada (TAC), y tomografía por emisión de positrones más tomografía computada (PET/CT) con 18-fluorodeoxiglucosa (18-FDG) ayuda a predecir con mayor certeza la etiología de la lesión polipoide1,4.

## Tratamiento
El tratamiento de los pólipos de la vesícula biliar depende de su capacidad de malignizar: ya sea cirugía o manejo conservador con vigilancia periódica. Se debe considerar el tamaño del pólipo, los factores de riesgo y la presencia de sintomatología. La mayoría de los PVB son benignos.  Se realiza colecistectomía en pólipos mayores a 10 mm1.
Cualquier pólipo que produzca síntomas debe ser removido en el paciente en condiciones para ser intervenido quirúrgicamente. En pacientes con factores de riesgo para la malignidad y un pólipo de 6 mm o más, probablemente deba ser resecado. Los pacientes sin factores de riesgo son buenos candidatos para la evaluación por Ecoendoscopía. Aquellos pólipos considerados de alto riesgo por los criterios ecoendoscópicos deben ser resecados5.
La cirugía de elección es la colecistectomía laparoscópica, excepto en casos cuando hubiera alta sospecha de malignidad5.